# Estación de Veracruz
Veracruz fue una estación central de trenes que se encuentra en la Veracruz, Veracruz. Fue construida por la compañía inglesa Pearson & Son y tiene un estilo afrancesado. Desde 1997 ya no opera como estación ferroviaria y solamente alberga oficinas de Ferrosur.

## Historia
La estación fue construida por el antiguo Ferrocarril Mexicano por medio de la concesión número 1 y a través de la Ley del 27 de noviembre de 1867, la cual revalidó la concesión otorgada por los decretos del 31 de agosto de 1857 y 5 de abril de 1861. La empresa organizada para la explotación de este ferrocarril quedó a cargo de la Compañía del Ferrocarril de México a Veracruz.
La estación fue inaugurada el 1 de julio de 1911 y es considerada la última obra del porfiriato en México. La estación funcionó hasta 1997, año en el que fue suprimido el servicio de pasajeros en el ferrocarril y se concesionó a empresas particulares.
El Jarocho realizó su último su último viaje de regreso a la estación Buenavista el 18 de agosto de 1999.